# Дубна (приток Рессеты)
Дубна — река в России, протекает по Хвастовичскому району Калужской области. Левый приток Рессеты.
Река Дубна берёт начало около деревни Журавлевка. Течёт на восток. Устье реки находится у деревни Мокрые Дворики в 49 км от устья Рессеты. Длина реки составляет 24 км, площадь водосборного бассейна — 102 км².

## Данные водного реестра
По данным государственного водного реестра России относится к Окскому бассейновому округу, водохозяйственный участок реки — Ока от города Белёв до города Калуга, без рек Упа и Угра, речной подбассейн реки — бассейны притоков Оки до впадения Мокши. Речной бассейн реки — Ока.
Код объекта в государственном водном реестре — 09010100512110000019883.